# Azeotrop

x-y-Diagramm: Dampf-Flüssig-Gleichgewicht von Chloroform und Methanol, das bei einem Mischverhältnis von 0,65 mol/mol Chloroform und 0,35 mol/mol Methanol azeotropes Verhalten zeigt.

Ein Azeotrop oder azeotropes Gemisch (vom griechischen Wort azeotropos abgeleitet, das so viel wie „Sieden ohne Änderung“ bedeutet) ist eine aus zwei oder mehr chemischen Verbindungen bestehende Flüssigkeit, deren Dampfphase dieselbe Zusammensetzung hat wie die Flüssigphase. Das Gemisch hat einen konstanten Siedepunkt und lässt sich somit nicht durch einfache Destillation bzw. Rektifikation trennen; es verhält sich also wie ein Reinstoff. Azeotropie ist das Gegenteil von Zeotropie.

## Physikalisch-chemische Grundlagen
Wird ein flüssiges Gemisch aus zwei oder mehreren Stoffen betrachtet, das mit seinem eigenen Dampf im Gleichgewicht steht, so hat nach dem Raoultschen Gesetz jede Komponente des Gemisches in der Dampfphase einen Partialdruck, der kleiner ist als der Sättigungsdampfdruck, den sie als Reinstoff besitzt. Nach dem Raoultsches Gesetz ist also der Partialdruck jeder in der Mischung enthaltenen Komponente {\displaystyle i} durch das Produkt aus dem Stoffmengenanteil {\displaystyle x_{i}} und dem Gleichgewichtsdampfdruck {\displaystyle p_{i}^{*}}, den die Komponente als reine Substanz hat, gegeben:
{\displaystyle p_{i}=x_{i}\cdot p_{i}^{*}}.
Gemische, die das Raoultsche Gesetz für alle Zusammensetzungen strikt befolgen, werden als ideale Mischungen bezeichnet. In einer idealen Mischung ergibt sich das chemische Potential der Komponenten aus der Gleichung
{\displaystyle \mu _{i}(T,p)=\mu _{i}^{\circ }+RT\ln(x_{i})},
wobei {\displaystyle \mu _{i}} das chemische Potential der Komponente {\displaystyle i} ist und {\displaystyle \mu _{i}^{\circ }} für das chemische Potential des Standard- bzw. Referenzzustandes steht.
Für reale Mischungen wird statt dem Stoffmengenanteil {\displaystyle x_{i}} die Aktivität {\displaystyle a_{i}} der Komponente {\displaystyle i} eingesetzt.
{\displaystyle \mu _{i}(T,p)=\mu _{i}^{\circ }+RT\ln(a_{i})}.
Die Aktivität selbst ist über den Aktivitätskoeffizient {\displaystyle \gamma _{i}} als Proportionalitätskonstante mit dem Stoffmengenanteil {\displaystyle x_{i}} verknüpft:
{\displaystyle a_{i}=\gamma _{i}\cdot x_{i}}.
Somit folgt schließlich:
{\displaystyle \mu _{i}(T,p)=\mu _{i}^{\circ }+RT\ln(\gamma _{i}x_{i})}.
Für das Raoultsche Gesetz erhält man dann:
{\displaystyle p_{i}=\gamma _{i}\cdot x_{i}\cdot p_{i}^{*}=a_{i}\cdot p_{i}^{*}}.
Azeotrope entstehen immer dann, wenn die Partialdrücke der Komponenten in der Mischung stark von den Dampfdrücken, die sich für eine ideale Mischung aus dem Raoultschen Gesetz ergeben, abweichen. Genauer gesagt bedeutet das, dass die Aktivitätskoeffizienten stark vom Wert  {\displaystyle \gamma _{i}=1} abweichen, also beispielsweise deutlich größer werden. Wird ein flüssiges Gemisch zweier Komponenten {\displaystyle A} und {\displaystyle B} auf molekularer Ebene betrachtet, so kann nicht nur eine Wechselwirkung zwischen den Komponenten {\displaystyle A} ({\displaystyle A\leftrightarrow A}) oder den Komponenten {\displaystyle B} ({\displaystyle B\leftrightarrow B}) auftreten, sondern auch molekulare Interaktionen zwischen den Komponenten {\displaystyle A} und {\displaystyle B} ({\displaystyle A\leftrightarrow B}). Unter der Annahme idealer Mischung wären die Wechselwirkungen zwischen {\displaystyle A} und {\displaystyle B} im Mittel gleich den mittleren Wechselwirkungen der Reinstoffe {\displaystyle A} und {\displaystyle B}, wodurch sich für das Gesamtsystem energetisch nichts ändern würde. Für chemisch sehr ähnliche Moleküle (z. B. Gemisch aus Benzol und Toluol) kann diese Annahme in guter Näherung zutreffen.
In realen Mischungen können positive oder negative Abweichungen vom Raoultschen Gesetz auftreten. Nimmt der Dampfdruck einer Mischung zweier Komponenten {\displaystyle A} und {\displaystyle B} aufgrund der schwächeren zwischenmolekularen Wechselwirkungen (Abstoßungskräfte) im Vergleich zu den Reinstoffen einen größeren Wert als den idealen Wert an (Dampfdruckmaximum), so bildet sich ein Azeotrop mit Siedepunktsminimum. Die flüssige Phase wird somit durch die Wechselwirkung von {\displaystyle A} mit {\displaystyle B} destabilisiert und die freie Exzessenthalpie {\displaystyle g^{E}} ist dann positiv. Diese Abweichung von Raoultschen Gesetz wird auch als positive Abweichung bezeichnet. Beispiele für derartige Systeme sind Mischungen aus 1,4-Dioxan/Wasser oder Ethanol/Wasser. Sind die Wechselwirkungen von {\displaystyle A} mit {\displaystyle B} stärker als bei den Reinstoffen (Anziehungskräfte), so führt dies zu einer Stabilisierung der Mischung relativ zum idealen Verhalten. Folglich nimmt der Dampfdruck der Mischung einen kleineren Wert als den idealen Wert an (Dampfdruckminimum) und es bildet sich ein Azeotrop mit Siedepunktsmaximum. Man spricht dann von einer negativen Abweichung vom Raoultschen Gesetz. Die freie Exzessenthalpie {\displaystyle g^{E}} ist dann negativ. Als Beispiele können die Mischungen Chloroform/Aceton oder Salpetersäure/Wasser genannt werden.
Bei azeotropen Gemischen berühren sich im Dampfdruck- (p-x,y-Diagramm) und Siedediagramm (T-x,y-Diagramm) die Siede- und Kondensationskurven der einzelnen Komponenten im azeotropen Punkt. An diesem Punkt tritt eine Umkehr der relativen Flüchtigkeiten ein und der Trennfaktor {\displaystyle \alpha } nimmt den Wert 1 an. In einem bestimmten Bereich diesseits und jenseits des azeotropen Punktes ist Komponente {\displaystyle A} die leichtflüchtigere, im anderen Bereich ist Komponente {\displaystyle B} die leichtflüchtigere und reichert sich in der Dampfphase an.

## Einteilung von Azeotropen

### Druckminimum oder Druckmaximum
Je nachdem, ob eine positive ({\displaystyle \gamma >1}) oder negative ({\displaystyle \gamma <1}) Abweichung vom Raoultschen Gesetz vorliegt, können Azeotrope in positive oder negative Azeotrope eingeteilt werden.
- Das positive Azeotrop entspricht im p-x,y-Diagramm dem Stoffgemisch am Maximum des Dampfdrucks. Der Siedepunkt dieses Gemisches besitzt im T,x-y-Diagramm ein Minimum und liegt unter denjenigen der beteiligten Reinstoffe. Im Folgenden ist als Beispiel das System Chloroform/Methanol gezeigt.

Dampfdruck- und Siedepunktsdiagramm eines positiven Azeotrops
Dampfdruckdiagramm (p-x,y-Diagramm) einer Mischung aus Chloroform und Methanol mit Dampfdruckmaximum
Siedediagramm (T-x,y-Diagramm) einer Mischung aus Chloroform und Methanol mit Siedepunktsminimum

- Das negative Azeotrop entspricht im p-x,y-Diagramm dem Stoffgemisch am Minimum des Dampfdrucks. Der Siedepunkt dieses Gemisches besitzt im T-x,y-Diagramm ein Maximum und liegt über denjenigen der beteiligten Reinstoffe. Als Beispiel ist eine Mischung aus Chloroform und Aceton gezeigt.

Dampfdruck- und Siedepunktsdiagramm eines negativen Azeotrops
Dampfdruckdiagramm (p-x,y-Diagramm) einer Mischung aus Chloroform und Aceton mit Dampfdruckminimum
Siedediagramm (T-x,y-Diagramm) einer Mischung aus Chloroform und Aceton mit Siedepunktsmaximum

### Homogenes Azeotrop oder Heteroazeotrop
- Von einem homogenen Azeotrop wird gesprochen, wenn sich die azeotrope Zusammensetzung im mischbaren Bereich befindet oder die Komponenten beliebig miteinander mischbar sind. Als Beispiel für ein homogenes Azeotrop kann das Gemisch aus Ethanol/Wasser herangezogen werden.

- Von einem heterogenen Azeotrop (Heteroazeotrop) wird gesprochen, wenn sich die Komponenten nicht vollständig ineinander lösen. Bei diesem Fall kann das Azeotrop bzw. der azeotrope Punkt in der Mischungslücke liegen. Werden die Werte der Aktivitätskoeffizienten noch größer ({\displaystyle \gamma >>1}), so führt dies in der Regel zum Auftreten von zwei flüssigen Phasen. Ein Heteroazeotrop ist weiterhin dadurch gekennzeichnet, dass das Zweiphasengebiet (waagerechte Linie) die Diagonale im x-y-Diagramm schneidet.

Siedepunktsdiagramm und Dampf-Flüssig-Gleichgewicht eines Heteroazeotrops
Siedepunktsdiagramm (T-x,y-Diagramm) einer Mischung aus 1-Butanol und Wasser mit Mischungslücke
Dampf-Flüssig-Gleichgewicht (x-y-Diagramm) einer Mischung aus 1-Butanol und Wasser mit Zweiphasengebiet

Bei einem Heteroazeotrop haben die Flüssigkeit und der Dampf nicht die gleiche Zusammensetzung, da die flüssige Phase bei der azeotropen Zusammensetzung instabil ist und in zwei Phasen zerfällt. Wird der Dampf mit heteroazeotroper Zusammensetzung auskondensiert, so entmischen sich die beiden Komponenten in eine Komponente A-reiche und eine Komponente B-reiche Phase (Mischungslücke).

### Sattelazeotrop

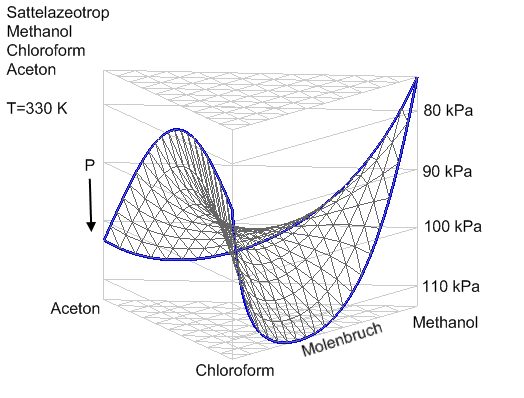
Methanol/Chloroform/Aceton-Sattelazeotrop
(berechnet mit mod. UNIFAC)

Ein Sattelazeotrop tritt nur in ternären und höheren Gemischen auf. Es zeichnet sich dadurch aus, dass das ternäre (oder höhere) Azeotrop zwischen den Siedepunkten der reinen Stoffe liegt und damit weder ein Druckmaximum- noch ein Druckminimumazeotrop bildet.
Ein typisches Beispiel ist das ternäre Gemisch aus Chloroform, Methanol und Aceton. Das ternäre Azeotrop liegt dabei bei
| T / K  | P / kPa | xAceton | xChloroform | xMethanol | Quelle |
| ------ | ------- | ------- | ----------- | --------- | ------ |
| 331,02 | 101,325 | 0,316   | 0,238       | 0,446     | [ 3 ]  |

In diesem System bilden auch alle binären Subsysteme Azeotrope, Aceton/Chloroform ein Druckminimum-, Aceton/Methanol und Methanol/Chloroform ein Druckmaximumazeotrop.
Die Bezeichnung „Sattelazeotrop“ leitet sich direkt aus der Form des dreidimensional gezeichneten Dampf-Flüssigkeit-Gleichgewichts ab.

## Thermische Trennverfahren azeotroper Gemische
Bei engsiedenden Gemischen, deren Trennfaktor nur wenig vom Wert eins abweicht, ist für die Trennung durch Rektifikation entweder eine hohe Zahl an theoretischen Trennstufen oder ein hohes Rücklaufverhältnis nötig, was zu hohen Investitions- und Betriebskosten führt. Nimmt der Trennfaktor gar den Wert {\displaystyle \alpha =1} an, liegt ein azeotropes Gemisch vor. Bei azeotropen Gemischen reicht selbst eine unendliche Anzahl theoretischer Trennstufen nicht mehr aus, um die Komponenten zu trennen. Da azeotrope Gemische aus Bestandteilen mit recht unterschiedlichen Eigenschaften bestehen, lassen sie sich meist leicht durch andere gängige Trennmethoden außer Rektifikation auftrennen. Beispiele wären Chromatographie, Zugabe geeigneter Molekularsiebe oder Trockenmittel wie Magnesiumsulfat, Auskristallisieren einer Komponente bei niedrigen Temperaturen.
Um azeotrope Gemische trotzdem durch Destillation bzw. Rektifikation trennen zu können, sind Sonderverfahren nötig. Die vereinfachte Gleichung für den Trennfaktor {\displaystyle \alpha _{1,2}} ist über das Verhältnis der Verteilungskoeffizienten {\displaystyle K_{i}} gegeben, die sich wiederum aus den Aktivitätskoeffizienten {\displaystyle \gamma _{i}} und den Sättigungsdampfdrücken {\displaystyle p_{i}^{S}} zusammensetzen:
{\displaystyle \alpha _{1,2}={\frac {K_{1}}{K_{2}}}={\frac {\gamma _{1}p_{1}^{S}}{\gamma _{2}p_{2}^{S}}}}
Da sowohl die Sättigungsdampfdrücke als auch die Aktivitätskoeffizienten von der Temperatur abhängig sind, kann der Trennfaktor durch eine Temperaturänderung (und damit verbundene Druckänderung) beeinflusst werden. Folglich kann die azeotrope Zusammensetzung durch eine Druckänderung (Temperaturänderung) stark verändert werden oder das azeotrope Verhalten gänzlich verschwinden. Dieses Phänomen kann bei der Rektifikation eines azeotropen Gemisches in zwei Rektifikationskolonnen, die bei unterschiedlichen Drücken betrieben werden, ausgenutzt werden. Das Verfahren wird dann als Zweidruckverfahren bezeichnet. Weitere elegante Methoden zur Trennung azeotroper Gemische bestehen in der Zugabe eines Zusatzstoffes (Entrainer) wie bei der extraktiven Rektifikation und der azeotropen Rektifikation.

### Dampfpermeation und Pervaporation
Eine weitere Möglichkeit, ein azeotropes Ethanol-Wasser-Gemisch zu trennen, ist die Dampfpermeation. Dabei wird das Gemisch verdampft und durch eine Membraneinheit geführt. Die Membran funktioniert wie ein Filter, d. h., deren Poren lassen nur eine Komponente passieren – hier also das Wasser. Treibende Kraft für die Trennung des Gemisches ist ein Druckunterschied zwischen dem Innenraum und dem Außenraum und die Selektivität der Membran. Somit tritt das Wasser durch die Membran durch (Permeat) und das wasserfreie Ethanol bleibt auf der anderen Seite der Membran (Retentat). So kann man Ethanol mit einer Reinheit von bis zu 99,97 % erhalten.
Im Unterschied zur Dampfpermeation wird bei der Pervaporation das flüssige Gemisch an der Membran vorbeigeführt.